# Schronisko Pośrednie Dolne
Schronisko Pośrednie Dolne – jaskinia typu schronisko na Wyżynie Krakowsko Częstochowskiej. Znajduje się na wzgórzu Pustelnica w rezerwacie Sokole Góry w miejscowości Olsztyn w województwie śląskim, w powiecie częstochowskim.

## Opis obiektu
Od parkingu przy rezerwacie przyrody Sokole Góry prowadzi do jaskini szlak turystyczny i ścieżka dydaktyczna. Jaskinia znajduje się w dwóch trzecich wysokości północnego zbocza Pustelnicy, przy ścieżce prowadzącej do Jaskini Olsztyńskiej, 5 m na zachód od niej i nieco niżej. W niewielkich skałach są tam widoczne dwa otwory Schroniska Pośredniego Górnego, tuż pod nimi u podstawy skały jest niski, szczelinowaty otwór Schroniska Pośredniego Dolnego. Ma szerokość 2 m, ale wysokość tylko do 0,4 m.
Za otworem znajduje się rozległa komora o wysokości do 1 m i długości do 10 m. Po 3 m od otworu jej dno stopniowo wznosi się (o 1 m), aż do całkowitego zetknięcia się ze stropem.
Schronisko powstało w wapieniach z okresu jury. Jest słabo oświetlone tylko w części przyotworowej. Nie ma własnego mikroklimatu, zimą w całości zamarza. Ma obfite namulisko złożone ze zwietrzałych okruchów wapiennych, piasku ilastego i kalcytowego. Na stropie są zwietrzałe nacieki, a wśród nich kuliste stalaktyty o średnicy do 10 cm, trafiają się też szczotki kalcytowe, polewy i żebra naciekowe. Nie zaobserwowano zwierząt ani roślin.

## Historia poznania
Schronisko odkryli poszukiwacze szpatu. Pierwszą pisemną wzmiankę o nim zamieścił w 1937 r. K. Maślankiewicz przy opisie Jaskini Olsztyńskiej i Schroniska Pośredniego Górnego pisząc: „Poniżej tych dwóch jaskiń widoczne są w ścianie wapienia mniejsze jamy odsłonięte podczas poszukiwań za kalcytem.”. Schronisko wzmiankowali także M. Szelerewicz i A. Górny w 1986 r. podając jego lokalizację na szkicu rozmieszczenia jaskiń Pustelnicy. Pomierzyli go J. Zygmunt i J. Janicki w 1983 4. Plan schroniska i jego opis sporządził J. Zygmunt.

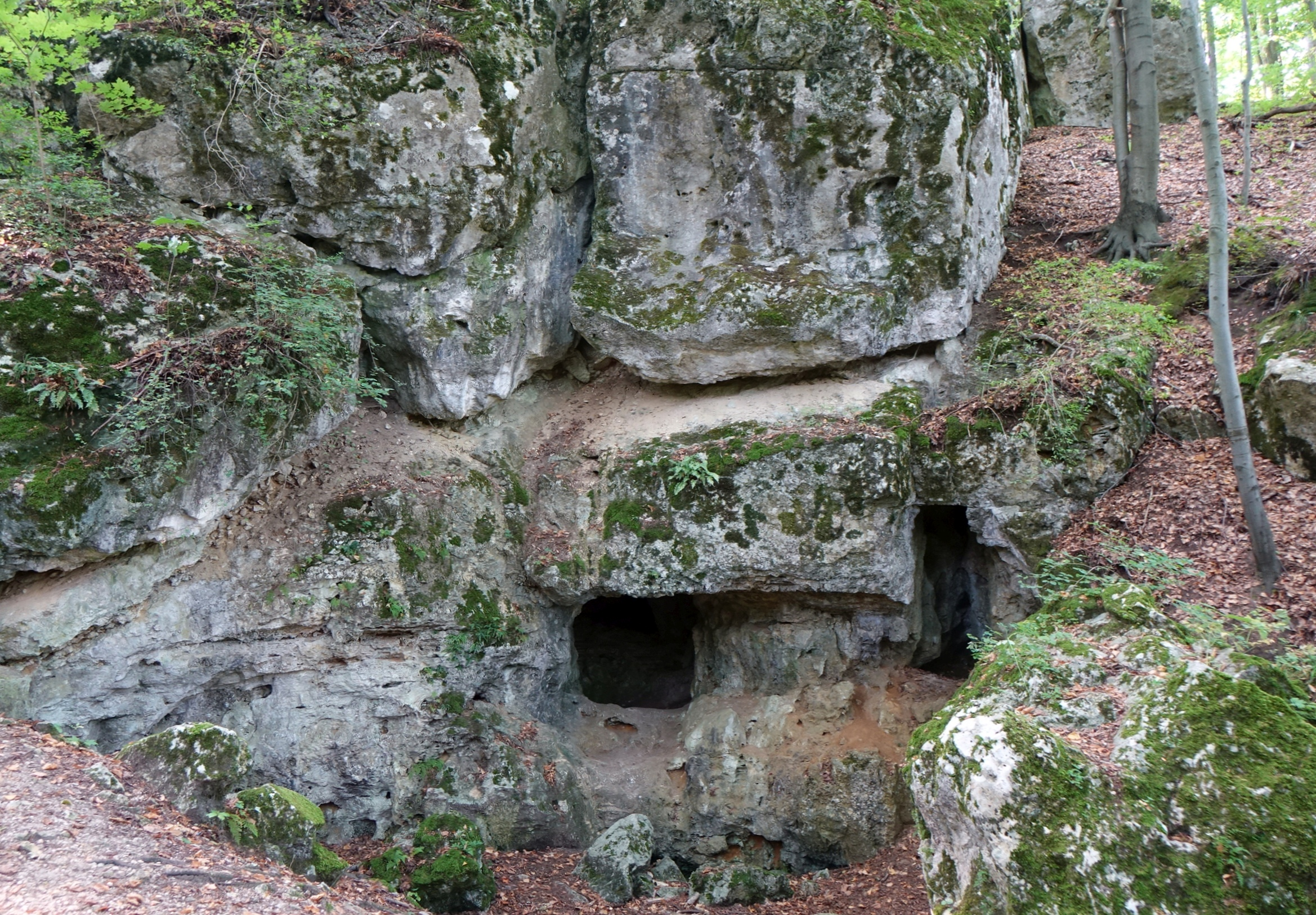
Dwa otwory Schroniska Pośredniego Górnego, pod nimi, u podstawy skał jest otwór Schroniska Pośredniego Dolnego